# Lijst van voetbalinterlands Libanon - Malediven
Deze lijst van voetbalinterlands is een overzicht van alle officiële voetbalwedstrijden tussen de nationale teams van Libanon en de Malediven. De landen speelden tot op heden vijf keer tegen elkaar. De eerste ontmoeting, een kwalificatiewedstrijd voor het Wereldkampioenschap voetbal 2006, werd gespeeld in Beiroet op 9 juni 2004. Het laatste duel, een groepswedstrijd tijdens de Zuid-Azië Cup 2023, vond plaats op 28 juni 2023 in Bangalore (India).

## Wedstrijden
| № | Plaats    | Datum            | Competitie                 | Wedstrijd           | Uitslag |
| - | --------- | ---------------- | -------------------------- | ------------------- | ------- |
| 1 | Beiroet   | 9 juni 2004      | WK 2006 kwalificatie       | Libanon – Malediven | 3 – 0   |
| 2 | Malé      | 8 september 2004 | WK 2006 kwalificatie       | Malediven – Libanon | 2 – 5   |
| 3 | Beiroet   | 9 april 2008     | Azië Cup 2011 kwalificatie | Libanon – Malediven | 4 – 0   |
| 4 | Malé      | 23 april 2008    | Azië Cup 2011 kwalificatie | Malediven – Libanon | 1 – 2   |
| 5 | Bangalore | 28 juni 2023     | Zuid-Azië Cup 2023         | Libanon − Malediven | 1 − 0   |

## Samenvatting
| Competitie            | Totaal gespeeld | Winst Libanon | Gelijk | Winst Malediven | Doelsaldo Libanon – Malediven |
| --------------------- | --------------- | ------------- | ------ | --------------- | ----------------------------- |
| WK-kwalificatie       | 2               | 2             | 0      | 0               | 8 − 2                         |
| Azië Cup-kwalificatie | 2               | 2             | 0      | 0               | 6 − 1                         |
| Zuid-Azië Cup         | 1               | 1             | 0      | 0               | 1 − 0                         |
| Totaal                | 5               | 5             | 0      | 0               | 15 − 3                        |

FLFA · 
A-internationals · 
Libanees vrouwenelftal
1940 – 1949 · 
1950 – 1959 · 
1960 – 1969 · 
1970 – 1979 · 
1980 – 1989 · 
1990 – 1999 · 
2000 – 2009 · 
2010 – 2019 ·
2020 − 2029
Afghanistan ·
Algerije ·
Armenië ·
Australië ·
Bahrein ·
Bangladesh ·
Bhutan ·
Bulgarije ·
Cambodja ·
China ·
Cyprus ·
Djibouti ·
Ecuador ·
Egypte ·
Equatoriaal-Guinea ·
Estland ·
Filipijnen ·
Gabon ·
Georgië ·
Hongarije ·
Hongkong ·
India ·
Irak ·
Iran ·
Jemen ·
Jordanië ·
Kazachstan ·
Kirgizië ·
Koeweit ·
Laos ·
Libië ·
Malediven ·
Maleisië ·
Malta ·
Marokko ·
Mauritanië ·
Mongolië ·
Montenegro ·
Myanmar ·
Namibië ·
Nieuw-Zeeland ·
Noord-Korea ·
Noord-Macedonië ·
Oeganda ·
Oezbekistan ·
Oman ·
Oost-Timor ·
Pakistan ·
Palestina ·
Qatar ·
San Marino ·
Saoedi-Arabië ·
Singapore ·
Slowakije ·
Soedan ·
Somalië ·
Sri Lanka ·
Syrië ·
Tadzjikistan ·
Thailand ·
Tsjechië ·
Tunesië ·
Turkije ·
Turkmenistan ·
Vanuatu ·
Verenigde Arabische Emiraten ·
Vietnam ·
Zuid-Korea
FAM · A-internationals · Maldivisch vrouwenelftal
1980 - 1989 · 
1990 - 1999 · 
2000 – 2009 · 
2010 – 2019 ·
2020 − 2029
Afghanistan ·
Bahrein ·
Bangladesh ·
Bhutan ·
Brunei ·
Cambodja ·
China ·
Comoren ·
Filipijnen ·
Guam ·
Hongkong ·
India ·
Indonesië ·
Iran ·
Jemen ·
Kirgizië ·
Laos ·
Libanon ·
Maleisië ·
Mauritius ·
Mongolië ·
Myanmar ·
Nepal ·
Oezbekistan ·
Oman ·
Pakistan ·
Palestina ·
Qatar ·
Seychellen ·
Singapore ·
Sri Lanka ·
Syrië ·
Tadzjikistan ·
Thailand ·
Turkmenistan ·
Vietnam ·
Zuid-Korea